# Leonyid Fjodorovics Bikov
Leonyid Fjodorovics Bikov (ukránul: Леонід Федорович Биков; Znamenszke, 1928. december 12. – Kijev, 1979. április 11.) ukrán nemzetiségű szovjet színész, filmrendező, forgatókönyvíró; az Ukrán SZSZK érdemes művésze.

## Életpályája
1929-ben a családjával Kramatorszkba költözött, ahol a helyi középiskolában tanult. A második világháborúban családját a szibériai Barnaulba evakuálták. 1951-ben szerzett diplomát a harkovi Sevcsenko Színház iskolájában s ugyanide szerződött 1960-ig. 1960-tól a Lenfilm stúdióban dolgozott nemcsak mint színész, hanem filmrendező is. 1969-től ismét Kijevben dolgozott.
1979-ben egy autóbalesetben hunyt el a Minszk és Kijev közötti autópályán.
Főként mai (1971) fiatalok megszemélyesítőjeként tűnt fel. Természetes, könnyed játékstílusát derűs humorral fűszerezte.

## Filmjei
- A tigrisszelídítő (Ukrotyityelnyica tyigrov) (1954)
- Májusi emlékek (Majszkije zvjozdi) (1958)
- Vigyázz nagymama (1960)
- Amikor szétnyílnak a hidak (Kogda razvogyat moszti) (1962)
- Felderítők (Razvedcsiki) (1968)
- Csak az "öregek" mennek harcba (1973)
- A tankcsata (1977)

## Fordítás
- Ez a szócikk részben vagy egészben  a   Leonid Bikov című eszperantó Wikipédia-szócikk fordításán alapul.  Az eredeti cikk szerkesztőit annak laptörténete sorolja fel. Ez a jelzés csupán a megfogalmazás eredetét és a szerzői jogokat jelzi, nem szolgál a cikkben szereplő információk forrásmegjelöléseként.